# Les Parques
 (mai 2015).
Les Parques est un tableau peint en 1907 par Claude Dalbanne (1877-1964), peintre et historien lyonnais, conservé au musée des Beaux-Arts de Lyon.

## Historique de l’œuvre
A l’origine, cette œuvre se nommait Le Poète et les Parques. Elle s’inscrit dans le mouvement symboliste. Pour représenter le poète, Dalbanne a pris pour modèle Paul Vulliaud, « artiste-peintre lyonnais et homme de lettres » Pour peindre son tableau, Dalbanne s'est principalement inspiré de La Piétà de Michel Dumas. Dalbanne est alors dans une période d'exaltation spirituelle, de mysticisme. Il est marqué par le symbolisme et l'ésotérisme influencé notamment par le peintre Pierre Puvis de Chavannes. Il fréquente le milieu de la Rose-Croix, une secte proche de la franc-maçonnerie.
En 1907, cette œuvre est présentée au Salon des indépendants à Paris.  
En 1966, une exposition est consacrée à Claude Dalbanne à Lyon au musée Gadagne, où ce tableau figurait. 
En 1969, Madame Dalbanne écrit au conservateur du musée des Beaux-Arts de Lyon, Madame Rocher-Jeauneau, pour lui réitérer son intention de lui donner la toile Le Poète et les Parques comme elle le lui a promis lors du vernissage de l'exposition de 1966. La femme du peintre s'enthousiasme à cette idée : « Vous ne pouvez savoir combien je serais heureuse de voir figurer des œuvres de mon mari parmi celles des peintres lyonnais, ses contemporains, au Palais Saint Pierre, ce beau Musée que Claude aimait tant et où il a passé de nombreuses heures de sa jeunesse… et aussi de son âge mûr. »  En effet, Claude Dalbanne, très lié avec les peintres lyonnais de sa génération, participe en 1920  à la fondation du groupe d'artistes Les Ziniars. Très érudit, il publie des articles sur l'histoire de l'imprimerie. Il est fortement impliqué dans la vie culturelle lyonnaise et devient conservateur du musée historique de Lyon de 1936 à 1955.
Madame Rocher-Jeauneau ne peut accéder à la demande de Madame Claude Dalbanne en 1969 car, à l'époque, le musée est en travaux et les salles ne sont pas achevées. L'achat de ce tableau se fera bien plus tard. Le musée des Beaux-Arts de Lyon fait l'acquisition de cette œuvre en 1990 avec la participation de l'association des Amis du musée.

## Description
Le décor du tableau est constitué de ruines et de colonnes antiques en demi-cercle où se tiennent les personnages de la scène. Le décor de ruines laisse un espace ouvert au centre de la scène. En arrière-plan, on aperçoit de grands cyprès en mouvement, un ciel orageux et tourmenté laissant voir une parcelle de ciel bleu sur la droite. Les personnages représentés sont le Poète entouré des trois Parques. Le Poète, une plume d’oie dans la main droite et un parchemin déroulé dans la main gauche, est adossé contre les ruines dans une pose alanguie.  Un linge blanc recouvre la moitié de son corps. Sa tête est inclinée vers la droite. L’expression de son visage est celle d’une méditation profonde. Les Parques (assimilées aux Moires grecques) qui sont trois sœurs, représentent la soumission de l’existence à un destin prédéterminé. Elles revêtent l’aspect de fileuses. Ici, Lachésis, jeune femme vêtue d’un tissu rose pâle, pose le fil (de la vie) sur le fuseau. Elle représente la naissance et la jeunesse.  Située à gauche du tableau, elle pose sur le spectateur un regard insistant.  Clotho, jeune femme représentée enveloppée d’un tissu bleu, se tient au-dessus du poète, en suspension, dans une pose allongée, les yeux fermés, une main tenant le fuseau pour qu’il se déroule. Elle représente le déroulement de la vie, l’amour et aussi le mariage dans la tradition latine. À gauche du tableau, on observe un couple nu enlacé. Il symbolise le temps de l’amour. Sur le tableau à droite, à l’intérieur des ruines, on voit une grappe de raisins qui symbolise les plaisirs de la vie. Enfin, Atropos est représentée à droite du poète par une jeune femme rousse habillée de vert. En suspension, elle se cache les yeux d’une main et de l’autre s’apprête à trancher le fil qui rattache le poète à la vie. Elle symbolise la mort. La croix en pierre sur la droite rappelle que tout homme est appelé à mourir et constitue un symbole chrétien dans un décor païen, ce qui inscrit le tableau dans la période de mysticisme influençant Dalbanne. 

## Analyse
Le sujet du tableau est « Amour et douleur, l’homme ne connait vraiment que deux soupirs »  Ce tableau veut exprimer la contradiction qui existe chez l’homme entre un mouvement d’expansion vers la vie (amour) et un mouvement de repli (douleur, souffrance, mort). L’artiste puise dans cette dualité pour être d’une part, dans la réflexion, la méditation, le repli intérieur dans un mouvement d’inspiration, et d’autre part, pour créer, agir, dans un mouvement d’expiration.
Le poète est doublement enfermé. Il est entouré par les Parques ainsi que par les colonnes antiques. Mais le cercle de pierre est brisé au-dessus de lui et cette ouverture indique que la fatalité n’existe plus. Elle laisse place à une ouverture vers le ciel, c’est-à-dire vers la foi. De plus, les cyprès (arbres symbolisant la mort) se penchent sous l’action du vent qui représente l’action de l’Esprit saint, le souffle divin. Il n’y a plus de fatalité puisque celui qui a la foi sait qu’une vie existe après la mort. L’époque de Dalbanne est une période de redécouverte de la liberté spirituelle, de mysticisme après la croyance pré-déterministe en la totale soumission aux lois de la société et de la nature. Malgré la mort qui l’attend inexorablement, l’homme crée, entreprend. Ce tableau délivre un message de foi et d’espérance.

## Archives inédites
- Madame Claude Dalbanne, Lettre à Madame Rocher-Jeauneau, Lyon, 17 avril 1969, archives du musée des Beaux-Arts de Lyon
- Madame Rocher-Jeauneau, Lettre à Madame Claude Dalbanne, Lyon, 22 avril 1969, archives du musée des Beaux-Arts de Lyon
- Philippe d’arcy, note biographique sur le peintre et son œuvre, Lyon, 1990, archives du musée des Beaux-Arts de Lyon